# Gilaki

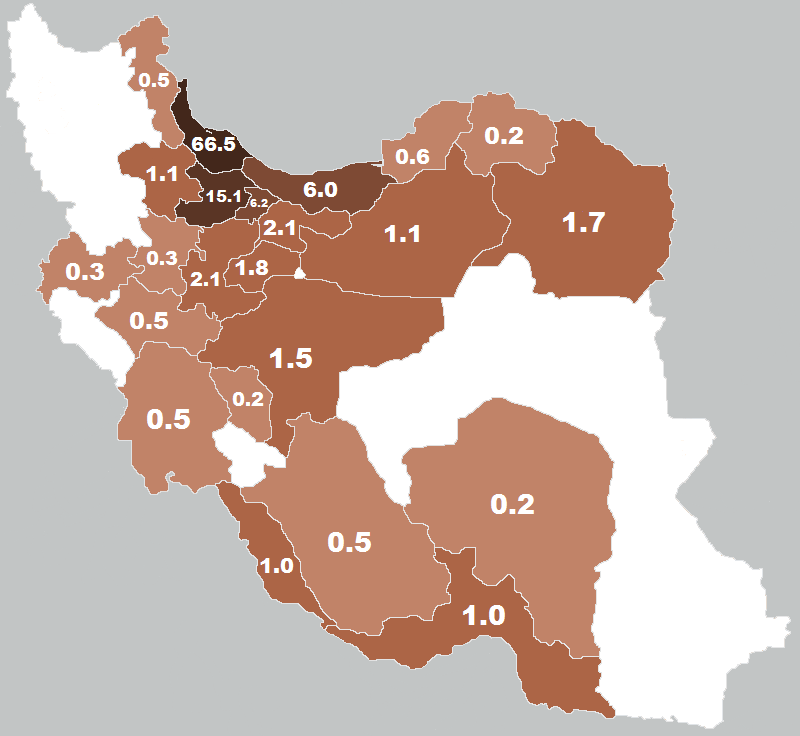
Gilaki-Sprecher nach Provinzen im Iran in Prozent (2010)

Gilaki (persisch گیلکی Giləki) ist eine kaspische Sprache und wird in der iranischen Provinz Gilan gesprochen.
Gilaki teilt sich in zwei Dialekte: Rashti und Berggilaki (Gilaschi; gesprochen im Gilangebirge).
Gilaki ist mit Masanderani verwandt und die beiden Sprachen teilen einige Wörter. Obwohl Gilaki zu den nordwestiranischen Sprachen gehört, scheint es mit dem persischen Dialekt des östlichen Irans sowie Zentralasiens verwandt zu sein.